# Moses Pergament
Moses Pergament (født 21. september 1893 i Helsingfors, Finland - død 5. marts 1977 i Stockholm, Sverige) var en finsk/svensk komponist, dirigent, violinist, og musikkritiker.
Pergament studerede komposition og direktion på Univeristetet i Helsinki, og violin på Musikkonservatoriet i Sankt Petersborg og direktion i Berlin på Stern Musikkonservatorium. Han flyttede til Sverige i (1915), og blev statsborger i (1918). Han skrev en symfoni, orkesterværker, koncertmusik, operaer, korværker, filmmusik, kammermusik etc. Han var musikkritiker i over fyrre år på feks. Svenska Dagbladet og Aftontidningen. Pergament dannede sit eget symfoniorkester i den Jødiske Musikforening i Stockholm, som han også selv dirigerede. Han er nok mest kendt for sin symfoni Den Jødiske Sang fra (1944).

## Udvalgte værker
- Symfoni "Den Jødiske Sang" (1944) - for sopran, tenor, Kor og orkester
- Klaverkoncert (1952) - for klaver og orkester
- Violinkoncert (1948) - for violin og orkester
- Cellokoncert (1955) - for cello og orkester
- Bratschkoncert (1964) - for bratsch og orkester
- Hebraisk Rapsodi (1935) - for orkester